# Абхазия
Абхазия (на абхазки: Аҧсны [Апснъ], на руски: Абхазия; на грузински: აფხაზეთი [Апхазети]) е частично призната държава в Южен Кавказ. Население на 1 януари 2018 г. 243 564 души. Столица град Сухуми. Разстояние от Тбилиси до Сухуми 405 km.
Политическият статут на Абхазия е централен въпрос на абхазо-грузинския конфликт и отношенията между Грузия и Русия. Абхазия е призната като независима държава от Русия, Венецуела, Никарагуа, Науру и Сирия; въпреки това правителството на Грузия и почти всички държави-членки на ООН считат Абхазия за суверенна територия на Грузия. Без да има ефективен контрол над територията на Абхазия, Грузия поддържа абхазко правителство в изгнание.
Регионът има автономия в рамките на Съветска Грузия по времето, когато Съветският съюз започна да се разпада в края на 80-те години. Тлеещото етническо напрежение между абхазците – номиналната етническа принадлежност на региона – и грузинците – най-голямата самостоятелна етническа група по това време – достигна кулминацията си във войната през 1992 – 1993 г. в Абхазия, която довежда до загубата на контрол от Грузия над по-голямата част от Абхазия и етническото прочистване на грузинци от Абхазия. Въпреки споразумението за прекратяване на огъня от 1994 г. и годините на преговори, спорът остава неразрешен. Дългосрочното присъствие на наблюдателска мисия на ООН и ръководени от Русия мироопазващи сили на Общността на независимите държави не успяват да предотвратят избухването на насилие в няколко случая. През август 2008 г. абхазките и руските сили водят война срещу грузинските сили, което води до официалното признаване на Абхазия от Русия, анулирането на споразумението за прекратяване на огъня от 1994 г. и прекратяването на мисията на ООН. На 23 октомври 2008 г. парламентът на Грузия обявява Абхазия за територия, окупирана от Русия, позиция, споделяна от повечето държави-членки на ООН.
Абхазия е силно зависима от Русия: половината от нейния бюджет идва от руска помощ и голяма част от нейната държавна структура е интегрирана с Русия; използва руската рубла; външната ѝ политика е координирана с Русия; и мнозинството от нейните граждани, подобно на Южна Осетия, имат руски паспорти.

## География
Абхазия заема северозападната част на Грузия. На северозапад и север граничи с Краснодарски край и Република Карачаево-Черкезия на Русия, на изток – с областта Мегрелия-Горна Сванетия, а на юг и югозапад се мие от водите на Черно море. В тези си граници заема площ от 8665 km² (2-ро място по големина в Грузия, 12,45% от нейната площ).
Има излаз на Черно море.
Областта е разположена в северозападната на Закавказието. Бреговете на Черно море са слабо разчленени, на много места с широки каменисто-филцови плажове. Морските простори, субтропичната растителност, плантациите с чай, тютюн и цитруси, гъстите гори, бурните реки и върховете на Голям Кавказ предават на Абхазия необичайна живописност. Голяма част от територията ѝ е заета от разклоненията на южните склонове на Главния, или Вододелен хребет, ограничаващ областта от север с максимална височина връх Домбай-Улген 4046 m 43°14′37″ с. ш. 41°43′36″ и. д. / 43.243611° с. ш. 41.726667° и. д.), издигащ се на границата с Република Карачаево-Черкезия на Русия. Неговите разклонения са Гагрински, Бзъйбски, Абхазски и Кодорския хребети. Главният хребет се присича от проходите Клухорски (2781 m), Марухски (2739 m) и др. От югоизток в Абхазия навлиза, постепенно стесняващата се Колхидска низина, по крайбрежието се простира тясна низинна ивица на северозапад от устието на река Кодори. Между нея и планините на север е разположен широк пояс от хълмисти предпланински райони с множество карстови форми (пещерите Верьовкина, Вороня, Абрскила, Анакопийска и др.).
В района на низините и предпланинските части климатът е топъл, влажен субтропичен, а в планините – влажен, умерено топъл и студен. Средната януарска температура в субтропичния пояс е от 4 до 7 °C, в планините от 2 до -2 °C. Средната юлска температура съответно 22 – 24 °C и 18 – 16 °C. Годишната сума на валежите варира от 1300 – 1500 mm по крайбрежието и в предпланинските райони, до 2000 – 2400 mm в планините. Продължителността на вегетационния период (минимална денонощна температура 5 °C) в приморската полоса е от 250 до 300 денонощия. В планините за 2 – 3 месеца се установява снежна покривка, а по най-високите части на Главния хребет има много ледници.
Всичките реки в региона принадлежат към басейна на Черно море. Най-значителните от тях са Бзъйб, Гумиста, Кодори, Келасури и Ингури, които са многоводни и богати на хидроенергия (потенциалните хидроенергийни ресурси се оценяват на над 3,5 млн. kW). Реките имат предимно дъждовно и снежно подхранване и ясно изразено пролетно пълноводие. Високо в планините са разположени красивите езера Рица и Амткел.
В низините и предпланинските райони се съчетават блатни, субтропични подзолисти, червеноземни и жълтоземни почви. В планините на височина до 1700 m са развити торфено-карбонатни и кафяви горски почви, а нагоре следват хумусни и хумусно-торфени планинско-ливадни почви. Флората на Абхазия включва над 2000 вида растения. Горите заемат на 55% от нейната територия. Причерноморската полоса е заета от културна растителност (субтропични, технически, плодови, декоративни и зърнени култури), а по долните участъци от долините на реките има отделни масиви от широколистни гори (габър, келяв габър, дъб, кестен и др.). В района на сгт Пицунда се е съхранила малка гора от пицундски бор. В планините преобладават буковите, по горните части на склоновете – еловите и смърчовите гори. Районите от 2000 m нагоре са заети от субалпийски храсталаци, алпийски пасища и скалисто-чакълеста растителност. Районите с височина над 2900 m са покрити почти изцяло със снежна и ледникова покривка. В горите обитават мечка, глиган, рис, благороден елен, сърна, тур; по най-високите части – кошута, канказки тетерев; в низините – чакал.

## История

### Античност и Средновековие
През първото хилядолетие пр.н.е. (9-6 век пр.н.е.) територията на днешна Абхазия е част от Колхидското царство, което през 63 г. пр.н.е. е завладяно от Егриското царство. Гръцки търговци основават пристанища по черноморското крайбрежие. Днешната столица Сухуми води началото си от едно от тях – Диоскурия.
Римската империя присъединява към територията си Егриското царство през 1 век и то е нейно владение до 4 век. След това то получава известна независимост, но попада под сферата на влияние на Византия. Въпреки че точната дата на християнизацията на абхазкото население не е известна, знае се, че на първия вселенски събор в Никея през 325 г. участва епископ Стратофил от Питиус (дн. Пицунда). Абхазия става автономно княжество в състава на Византийската империя през 7 век и това положение се запазва до 9 век, когато Абхазия се обединява с провинция Имерети под името Абхазко царство. През 9 – 10 век абхазките царе се опитват да обединят всички грузински провинции и през 1001 г. цар Баграт III Багратиони става първият владетел на обединеното грузинско царство. Тъй като абхазкото царство води обединителното движение, новото грузинско царство често било наричано във Византия „абхазко царство“. През 13 век областта става обект на монголо-тюркски набези.
През 16 век, когато обединеното грузинско царство се разпада, териториите са завладени от Османската империя и повечето от абхазците приемат исляма. Османските турци са изтласкани от грузинците, които основават автономното княжество Абхазия ('абхазетис самтавро' на грузински), управлявано от династията Шервашидзе.

### Абхазия и Русия
Експанзията на Русия към Кавказ води до малки, но редовни конфликти между руските колонизатори и местните кавказки народи. Няколко грузински княжества биват анексирани от империята в периода 1801 – 1864 г. На 2 юли 1810 г. руската морска пехота щурмува и превзема османската крепост Сухум кале (днешен Сухуми), сваля от престола Аслан бей и възкачва неговия съперник – брат му Сефер бей, който се покръства и приема името Георги. Така Абхазия бива анексирана и влиза в състава на Руската империя като автономно княжество. През 1866 г. руската армия под командването на генерал Дмитрий Иванович Святополк-Мирский смазва въстанието на местните против новата данъчна политика. Така в резултат от действията на руската армия от 1864 г. до 1874 г. голяма част от Абхазия опустява като мюсюлманите биват прокудени към Османската империя. Целият този процес става известен като мухаджирство и включва изобщо насилственото изселване на мюсюлманското население около Кавказ към Османската империя и части от Руската империя. Според официалните царски документи повече от 400 000 души са били убити, 497 000 – прокудени насилствено в Османската империя и само 80 000 – оставени да живеят по родните им места.
Повечето съвременни абхазки историци твърдят, че големи части от района биват обезлюдени, а на мястото на изселилите се мигрират много арменци, грузинци и руснаци. Тази версия се оспорва от повечето грузински историци (вж. М. Лорткипанидзе, „Абхазците и Абхазия“, Тбилиси, 1990), според които грузинските народи мегрели и свани населяват Абхазия от времето на Колхидското царство. Според грузинските учени абхазците са потомци на северокавказките народи (адигейци, апсуа), които мигрират в Абхазия от север и се смесват със завареното грузинско население. Независимо от това, коя от двете версии е по-точна, в началото на 20 век абхазците са малцинство в района. Изданието на енциклопедия „Британика“ от 1911 г. твърди, че в Сухуми (нас. 43 000 души по това време) 2/3 от населението са мегрели и 1/3 са абхазци.
След руската октомврийска революция от 1917 г. Абхазия, заедно с остатъка от Грузия, става част от Закавказката демократична федеративна република, обединяваща Грузия, Армения и Азербайджан и контролирана от меншевиките. На 26 май 1918 г. Грузия излиза от състава на федерацията и обявява независимост под името Грузинска Демократична Република, призната от Русия с договора от Москва от 1920 г. Само няколко месеца по-късно – на 16 февруари 1921 г. червената армия нахлува в Грузия, анексирайки я в пределите на Съветския съюз и поставя свое болшевишко правителство. През 1931 г. Йосиф Сталин провъзгласява Абхазия за автономна република под името Абхазска АССР в състава на Грузинската съветска социалистическа република.
Въпреки формалната автономност обаче, Абхазия е подложена на силната централна власт на Тбилиси и срещу нея се води асимилационна политика – грузинският става официален език; абхазкият език е забранен; културните права са потъпкани; хиляди абхазци са убити при чистките на Сталин. Лаврентий Берия насърчава грузинската миграция към Абхазия и мнозина решават да се заселят там. По-късно, през 50-те и 60-те години, Вазген I и арменската църква насърчават и финансират миграцията на арменци в Абхазия. Днес арменците са най-голямата малцинствена група в Абхазия.
Репресиите срещу абхазците приключват със смъртта на Сталин и Берия и абхазците получават по-големи права в своето самоуправление. Съветското правителство насърчава развитието на културата и най-вече на литературата. Въведени са квоти по етнически критерий за някои бюрократични постове и абхазците получават политическа власт, която не съответства на малцинствения им статут в републиката. Това се тълкува от някои като прилагане на политиката на принципа „разделяй и владей“, като местния елит получава власт в замяна на подкрепа на съветския режим. Това води до етнически конфликти, тъй като по този начин грузинците се чувстват ощетени и дискриминирани.

### Абхазката война
Когато Съветският съюз започва да се разпада в края на 80-те години на XX век, етническото напрежение между абхазците и грузинците се увеличава покрай стъпките на Грузия към извоюване на независимост. Много абхазци се противопоставят на това, страхувайки се, че независимостта на Грузия би означавала „грузинизиране“, и се опитват да прокарат идеята за отделянето на Абхазия като независима република. Споровете бързо водят до избухване на насилие и на 16 юли 1989 в Сухуми 16 грузинци са убити, а 137 ранени, докато се опитват да се запишат в грузински университет, а не в абхазки. След няколко дни насилие, съветски войници възстановяват реда в града, а националистически настроените паравоенни са обвинени за провокирането на конфронтациите.
Грузия обявява своята независимост на 9 април 1991 г. и за неин пръв президент е избран бившият дисидент Звиад Гамсахурдия. Управлението на Гамсахурдия не се радва на подкрепата на народа и през декември грузинската гвардия под командата на Тенгиз Китовани обсажда сградата на правителството на Гамсахурдия в Тбилиси. След няколко безуспешни месеца последният се принуждава да си подаде оставката през януари 1992 г. Неговото място е заето от Едуард Шеварднадзе, бивш съветски външен министър. Шеварднадзе наследява правителство, пълно с крайни грузински националисти, и въпреки че той сам не е етнически националист, за него се създава представа като за човек, подкрепящ правителствените дейци и властните водачи на преврата.
На 21 февруари 1992 г. Военният съвет, който управлява Грузия, обявява, че отменя съветската конституция и възвръща конституцията на Демократична република Грузия от 1921 г. Много абхазци тълкуват това като отмяна на техния автономен статут. Отговорът на абхазкото правителство не закъснява и на 23 юли 1992 г. е обявена независимостта на Абхазия, макар нито една държава да не признава този акт. Грузинското правителство обвинява привържениците на Гамсахурдия за отвличането на вътрешния министър на Грузия и задържането му в плен в Абхазия и 3000 войници, за да възстановят реда. Тежките сражения между грузинските сили и абхазките полицейски части се водят във и край Сухуми. Абхазките власти отхвърлят твърденията на правителството в Тбилиси, като според тях това е само претекст за инвазия. След около едноседмични боеве и с цената на много жертви от двете страни, грузинските сили успяват да поемат контрола над по-голямата част от Абхазия и закриват местния парламент.
Военният неуспех на абхазците е посрещнат зле от самопровъзгласилата се Конфедерация на планинските народи в Кавказ – група, обединяваща антируски настроени чеченци, казаци, осетинци и др. Стотици доброволци паравоенни от Русия (вкл. тогава неизвестният Шамил Басаев) обединяват силите си с абхазките сепаратисти, за да влязат в бой с грузинските сили. През септември абхазките и руските паравоенни предприемат голяма офанзива след нарушаването на временното спиране на огъня и изтласкват грузинците от републиката. Правителството на Шеварднадзе обвинява Русия в оказването на тайна военна подкрепа на бунтовниците с цел „отделяне от Грузия своята родна територия и грузинско-руската погранична зона“. До края на 1992 г. бунтовниците са поели в ръцете си по-голямата част от Абхазия западно от Сухуми. Значителни части от двата народа са подложени на етнически прочиствания, като около 3000 души са убити в първата фаза от войната.
Конфликтът е в застой до юли 1993 г., когато абхазката милиция организира нападение над държания от грузинците град Сухуми. Столицата е обкръжена и обстрелвана, като Шеварднадзе е в града по това време. Въпреки че в края на юли е подписано примирие, то се нарушава с ново абхазко нападение от средата на септември. След 10 дни тежки сражения Сухуми пада на 27 септември 1993 г. Президентът на Грузия Шеварднадзе едва избягва смъртта след като се заклева да остане в града независимо от всичко, но в крайна сметка е принуден да избяга когато сепаратистки снайперист стреля по хотела, в който живее. Шеварднадзе използва услугите на руския флот, за да избяга от Сухуми.
Сепаратистките сили бързо обхождат останалата част от Абхазия след като грузинското правителство е изправено пред втора опасност – въстание на привържениците на сваления Гамсахурдия в Мегрелия (Самегрело). Почти цялото неабхазко население бяга от областта по море или през планините. Хиляди умират – вероятно около 10 000 души, а 250 000 – 300 000 души отиват в изгнание.

### Най-нова история
Грузинско-абхазкият конфликт все още не е разрешен, но е подписан договор за примирие на 15 май 1994. Военни сили за поддържане на мира на ООН са натоварени със задачата да наблюдават стриктното изпълнение на договора. Военни сили от ОНД имат мироподдържаща мисия.
На 4 ноември 1994 г. е приета нова конституция, която обявява суверенитета на Абхазия. На 23 ноември 1996 г. са проведени избори, но те не са признати нито от грузинското правителство, нито от световната общност, тъй като в областта неотдавна е била проведена етническа чистка. ОНД налага икономически санкции през януари 1996 г. и областта е формално блокирана от Грузия и Русия.
На 3 октомври 2004 г. са проведени президентски избори в Абхазия. Русия явно подкрепя тогавашният министър-председател Раул Хаджимба, поддържан и от болния сепаратистки настроен президент Владислав Ардзинба. Плакати на руския президент Владимир Путин заедно с Хаджимба са залепени навсякъде в Сухуми (Хаджимба и Путин са работили в КГБ преди време). Народни представители от руския парламент, както и руски певци, идват да покрепят кампанията на Хаджимба.
На 12 октомври обаче Върховният съд постановява, че нов президент трябва да стане бизнесменът Сергей Багапш, обвиняван от своите политически врагове в прогрузинска ориентация. Бившият президент Ардзинба обявява решението за незаконно и взето под натиска на привържениците на Багапш. Решението е отменено от Върховния съд през същата нощ. Когато поддръжниците на Раул Хаджимба превземат сградата на Върховния съд и унищожават протоколите от местните избирателни райони, са насрочени нови избори.
Скоро Върховният съд отменя това решение и отново обявява Багапш за президент. Неговите поддръжници превземат местна телевизионна станция, а тези на Хаджимба – сградата на парламента. Президентът Ардзинба назначава за министър-председател Нодар Хашба, който преди това е работил в Министерството за извънредни ситуации в Русия.
На 12 ноември поддръжниците на Багапш, който планира да встъпи в длъжност на 7 декември, превземат сградата на администрацията на Абхазия и принуждават Хашба да напусне своята собствена стая. Завземането на главните правителствени кабинети в Сухуми води до смъртта на възрастната езиковедка Тамара Шакрил (привържениците на Багапш твърдят, че тя е била убита от човек от охраната на Ардзинба). Русия дава ясни знаци, че ще се намеси пряко в Абхазия в случай, че нейните интереси в непризнатата република са застрашени, и обвинява Багапш за безредиците.
В отговор на това външното министерство на Грузия излиза със заявление, че „се обръща към генералния секретар на ООН и към международната общност да реагират адекватно на руските декларации, да потвърдят подкрепата си за пълния суверенитет и териториалната цялост на Грузия, и да предупредят Русия да се въздържа от намеса във вътрешните работи на Грузия.“
В отговор на грузинските обвинения, че Русия е изпратила войници с мироподдържаща мисия в Сухуми, на 12 ноември руският подполковник Евгени Моренко, главнокомандващ общите мироподдържащи сили в областта, заявява пред журналисти, че само два въоръжени самолета с войници са изпратени в столицата на Абхазия „за по-добро опазване на мироподдържащия център“.
На 14 ноември на министър-председателя Нодар Хашба, държан под отговрност от близките на Т. Шакрил за нейната смърт, се налага да прекара нощта в руския мироподдържащ център в Сухуми. Напрежението се покачва с идването на деня на церемонията по случай встъпването на Багапш в длъжност. В началото на декември 2004 г. обаче Багапш и Хаджимба се договарят, че ще организират нови избори с бюлетина за национално единство, в която Багапш да е кандидат за президент, а Хаджимба за вицепрезидент. Те печелят 90% от гласовете и на 12 февруари 2005 г. новият тандем встъпва в длъжност.
На 6 март 2008 г. в контекста на признаването на Косово, Русия прекратява икономическите си санкции спрямо самопровъзгласилата се република Абхазия. Във връзка с това на 7 март 2008 г. Абхазкият парламент приема декларация, в която се подчертава че „процесът на възникване на независима и демократична Република Абхазия и международното ѝ признаване е необратим.“
Документът подчертава, че „абхазкият народ и парламент цени високо ролята на Руската федерация като главен гарант за мира и развитието в региона.“
При създалата се обстановка, Комисарят на Европейския съюз за външни отношения Бенита Фереро-Валднер заявява на 10 март 2008 на пресконференция на срещата на министрите на външните работи от държавите членки на ЕС в Брюксел: „Все по-голяма тревога и загриженост предизвиква това, че Русия, както изглежда, се готви да признае Абхазия“.
До август 2008 Русия и ОНД официално не признават за легитимни органите на властта в Абхазия. Голяма част от населението на Абхазия получава руско гражданство.
Неконтролираната от Грузия автономна област започна да търси активно международно признаване на своята независимост, след като повечето държави членки на ЕС и САЩ одобряват отцепването на Косово от Сърбия.

### Петдневната война 2008 г.
На 4 април 2008 г., 20 минути след публикацията на комюникето от срещата на НАТО в Букурещ, руският президент заявява, че Русия „ще предостави ефективна подкрепа на Южна Осетия и Абхазия в отговор на решенията на НАТО“. Главнокомандващият на руската армия заявява: „Ще направим всичко възможно да попречим на Грузия да се присъедини към НАТО“.
На 30 април 2008 г. в Абхазия навлизат първите парашутни руски войски (от въздушната дивизия в Новоросийск) – в нарушение на миротворческите споразумения.
На 26 май 2008 г. в Абхазия навлизат и руски строителни войски със задачата спешно да възстановят железопътната връзка между Сухуми и Очамчира. Задача, която успяват да завършат напълно до 31 юли. Впоследствие тази линия в голяма степен спомага за бързото нахлуване и окупиране на Абхазия от Русия и транспортирането на тежка бойна техника.
На 9 август 2008 г. абхазките сепаратисти атакуват грузинските позиции в Кодорското дефиле. Тези действия стават малко след започването на Войната в Южна Осетия, където Русия решава да подкрепи осетинските сепаратисти, атакувани от Грузия. Конфликтът прераства в пълно-мащабна война между Русия и Грузия. На 10 август 2008 г. около 9000 руски войници навлизат в Абхазия, а абхазките сили предприемат действия за прогонване на грузинските власти от Кодорското дефиле.
Впоследствие руската 58-а армия окупира грузинското пристанище Поти и няколкокилометровата буферна зона от крайграничата грузинска територия. В отговор на това и с цел да спре руската инвазия, в единственото черноморско пристанище останало под контрола на Грузия, намиращо се в курортния град Батуми в Аджария, се дислоцира формация на щатския флот, която доставя и хуманитарна помощ. След установяването на щатски военни бази в България и Румъния през септември 2007 г., военните действия катализират процеса на подписване на договорите за установяване на щатски радарни и противоракетни установки в Чехия и Полша през август 2008. В така създалата се ситуация, по искане на руската Дума президентът на Русия Дмитрий Медведев, следвайки прецедента, създаден с признаването на Косово и обосновавайки се с „извършените престъпления срещу мирното негрузинско население“, официално признава Абхазия и Южна Осетия за независими държави на 26 август.
Въпреки военната победа, руската дипломация не успява да спечели на своя страна не само нито една от водещите европейски държави, въпреки силната им енергийна зависимост от Русия, но с изключение донякъде на Казахстан, не получава политическа подкрепа дори от Китай, Иран или който и да било друг свой азиатски партньор.

## Население
Населението на Абхазия претърпява значителни промени от началото на 90-те години на 20 век. Според данните от последното съветско преброяване през 1989 г., населението на Абхазия се състои от около 525 061 души. От тях 46% са грузинци и само 18% са абхазци. 14% се определят като руснаци, 15% са арменци. Останалата част от населението се състои от украинци и други етноси.
| Преброяване | Грузинци        | Абхазци         | Руснаци        | Арменци        | Гърци          | Общо    |
| ----------- | --------------- | --------------- | -------------- | -------------- | -------------- | ------- |
| 1926 г.     | 36,3% (67 494)  | 30,1% (55 918)  | 6,7% (12 553)  | 13,8% (25 677) | 7,6% (14 045)  | 186 004 |
| 1939 г.     | 29,5% (91 967)  | 18,0% (56 197)  | 19,3% (60 201) | 15,9% (49 705) | 11,1% (34 621) | 311 885 |
| 1959 г.     | 39,1% (158 221) | 15,1% (61 193)  | 21,4% (86 715) | 15,9% (64 425) | 2,2% (9 101)   | 404 738 |
| 1970 г.     | 41,0% (199 596) | 15,9% (77 276)  | 19,1% (92 889) | 15,4% (74 850) | 2,7% (13 114)  | 486 959 |
| 1979 г.     | 43,9% (213 322) | 17,1% (83 087)  | 16,4% (79 730) | 15,1% (73 350) | 2,8% (13 642)  | 486 082 |
| 1989 г.     | 45,7% (239 872) | 17,8% (93 267)  | 14,3% (74 913) | 14,6% (76 541) | 2,8% (14 664)  | 525 061 |
| 2003 г.     | 21,3% (45 953)  | 43,8% (94 606)  | 10,8% (23 420) | 20,8% (44 870) | 0,7% (1 486)   | 215 972 |
| 2011 г.     | 17,9% (43 166)  | 50,7% (122 069) | 9,2% (22 077)  | 17,4% (41 864) | 0,6% (1 380)   | 240 705 |

Грузия оспорва резултатите от преброяването на населението на Абхазия от 2003 г. Статистическият институт на Грузия оценява населението на Абхазия на около 190 000 души през 1998 г., 179 000 – през 2003 г. (годината на преброяването) и 178 000 – през 2005 г. (последната година, в която такава информация е публикувана в Грузия). Енциклопедия Британика оценява населението през 2007 г. на 180 000 души, а Международната кризисна група оценява цялото население на Абхазия през 2006 г. между 157 000 и 190 000 души (или между 180 000 и 220 000, от ПРООН през 1998 г.).
Грузинско-абхазкият конфликт от 1992 – 1993 г., и последвалото етническо прочистване на грузинци от Абхазия водят до изселването на около 250 000 грузинци от родните им места в Абхазия. В резултат, днес преобладаващата част от населението в Абхазия е от абхазки произход (ок. 45%), а останалата част е заета от руснаци, арменци, грузинци, гърци и евреи.
На 1 януари 2018 г. населението на Абхазия наброява 243 564 души (8-о място по брой на населението в Грузия, 6,13% от нейното население). Гъстота 28,1 души/km².

## Административно-териториално деление
В административно-териториално отношение Абхазия се дели на 6 административни района, 7 града, в т.ч. 2 града с регионално подчинение и 5 град с районно подчинение и 5 селища от градски тип.
| Административна единица      | Площ (km²) | Население (2019 г.) | Административен център | Население (2018 г.) | Разстояние до Сухуми (в km) | Други градове и сгт с районно подчинение |
| ---------------------------- | ---------- | ------------------- | ---------------------- | ------------------- | --------------------------- | ---------------------------------------- |
| Град с регионално подчинение |            |                     |                        |                     |                             |                                          |
| 1. Сухуми                    | 27         | 65 168              | гр. Сухуми             | 65 168              | -                           |                                          |
| 2. Ткварчели                 | 17         | 5013                | гр. Ткварчели          | 5013                | 82                          |                                          |
| Административен район        |            |                     |                        |                     |                             |                                          |
| 1. Гагрински                 | 772        | 77 079              | гр. Гагра              | 12 115              | 94                          | Гантиади, Колхида, Леселидзе, Пицунда    |
| 2. Галски                    | 1003       | 79 688              | гр. Гали               | 7605                | 77                          |                                          |
| 3. Гудаутски                 | 1640       | 57 334              | гр. Гудаута            | 7738                | 37                          | гр. Нови Атон                            |
| 4. Гулрипшки                 | 1835       | 54 962              | сгт Гулрипш            | 3910                | 8                           |                                          |
| 5. Очамчирски                | 1887       | 70 681              | гр. Очамчира           | 5280                | 54                          |                                          |
| 6. Сухумски                  | 1523       | 57 334              | гр. Сухуми             |                     | -                           |                                          |

## Икономика
Платежно средство в областта е руската рубла. В Абхазия се произвеждат чай, тютюн, вино и плодове.

## Култура
Абхазия издава свои пощенски марки.

## Галерия
- Манастирът Нови Атон
- Гагра
- Адският водопад
- Гледка от Сухуми 1
- Гледка от Сухуми 2
- Сухумският вълнолом
- Сухумската ботаническа градина